# جنی جونز (اسنوبوردر)
جنی جونز (انگلیسی: Jenny Jones؛ زادهٔ ۳ ژوئیهٔ ۱۹۸۰) اسنوبردسوار اهل بریتانیا است.
وی در مسابقات کشوری و بین‌المللی در مجموع برندهٔ ۳ مدال طلا، ۲ مدال نقره، ۱ مدال برنز شده‌است.